# Онлайн компютърен библиотечен център
Онлайн компютърен библиотечен център (на английски: Online Computer Library Center, Inc., OCLC) е кооперация с нестопанска цел, „изследователска организация за компютърни библиотечни каталожни услуги, чиято дейност е посветена на публичните цели за по-добър достъп към световната информация и редуциране на информационните разходи“. Основана е през 1967 г. като Колежански библиотечен център в Охайо (на английски: Ohio College Library Center), OCLC, като членските ѝ библиотеки кооперативно създават и поддържат WorldCat, най-големият в света електронен библиотечен каталог (OPAC).